# Eumida hawksburyensis
Eumida hawksburyensis är en ringmaskart som beskrevs av Eibye-Jacobsen 1991. Eumida hawksburyensis ingår i släktet Eumida och familjen Phyllodocidae. Inga underarter finns listade i Catalogue of Life.